# MRT Center
MRT Center é um edifício em Escópia, Macedônia do Norte. Possui uma altura de 70 m (230 pés), é o edifício mais alto do país. Construído em 1984, o MRT Center é a sede de uma emissora de Rádio-Televisão. Após a conclusão das Torres Cevahir 130 m (427 pés), o MRT já não será o edifício mais alto do país.